# Sforza Secondo Sforza
Sforza Secondo Sforza Visconti, I conte di Borgonovo (Grottammare, 1435 – Napoli, 1491), è stato un nobile e condottiero italiano.

## Biografia
Fu figlio naturale di Francesco Sforza e della sua amante Giovanna d'Acquapendente.
Nel 1451 in occasione delle nozze con Antonia Dal Verme (?-1487), il padre lo investì della Contea di Borgonovo. Assieme a Tiberto Brandolini cercò di andare in soccorso di Giovanni d'Angiò per combattere gli Aragonesi, ma nel 1461 venne incarcerato ed ebbe salva la vita grazie all'intervento della moglie. Fu riabilitato nel 1478 da Ludovico il Moro, che gli affidò l'incarico di combattere contro la Repubblica di Genova, ribellatasi agli Adorno, ma venne sconfitto. Nel 1482 venne mandato ad invadere i territori della contea di San Secondo ad assediarne la rocca dei Rossi durante la Guerra dei Rossi, costringendo Pier Maria II de' Rossi a rifugiarsi nel suo castello di Torrechiara. Col grado di capitano generale nel 1483 combatté contro i parmensi che volevano ribellarsi agli Sforza e nel 1484 fu proclamato governatore di Piacenza. Alla scomparsa di Ludovico il Moro, Sforza Secondo si rifugiò a Napoli, dove probabilmente morì nel 1491.

## Discendenza
Dalla moglie Antonia Dal Verme ebbe un'unica figlia, Giovanna, morta nel 1453.
Ebbe inoltre cinque figli naturali:
- Jacopetto (?-post 13 marzo 1486), legittimato, da lui discese il ramo dei Conti di Castel San Giovanni, che giunse fino al XX secolo e a cui appartenne il ministro Carlo Sforza;
- Lucrezia, sposò Antonio Anguissola, Patrizio di Piacenza;
- Francesco (?- 15 gennaio 1491), legittimato, 2º Conte di Borgonovo, Patrizio Napolitano, sposò Franceschina Borromeo (20 marzo 1470-post 1500), figlia di Giovanni, 4º conte di Arona e di Maria Cleofe Pio dei Signori di Capri. Ebbero due figli maschi, il primogenito, Alessandro Sforza Visconti, fú il 3º Conte di Borgonovo dal 1491, morì nel 1545.
- Polissena;
- Leone (?-1508), legittimato, religioso.

## Ascendenza
|                          |   |                  | Genitori           |  |  | Nonni |  |  | Bisnonni           |  |  | Trisnonni         |  |
|                          |   |                  |                    |  |  |       |  |  | Giovanni Attendolo |  |  | Giacomo Attendolo |  |
|                          |   |                  |                    |  |  |       |  |  | Giovanni Attendolo |  |  | Giacomo Attendolo |  |
|                          |   | …                |                    |  |  |       |  |  | Giovanni Attendolo |  |  |                   |  |
| Giacomo Attendolo        |   |                  |                    |  |  |       |  |  | Giovanni Attendolo |  |  |                   |  |
|                          |   | Elisa Petraccini | Ugolino Petraccini |  |  |       |  |  |                    |  |  |                   |  |
|                          |   | Elisa Petraccini | Ugolino Petraccini |  |  |       |  |  |                    |  |  |                   |  |
|                          |   | Elisa Petraccini | …                  |  |  |       |  |  |                    |  |  |                   |  |
| Francesco I Sforza       |   | Elisa Petraccini |                    |  |  |       |  |  |                    |  |  |                   |  |
|                          |   | …                | …                  |  |  |       |  |  |                    |  |  |                   |  |
|                          |   | …                | …                  |  |  |       |  |  |                    |  |  |                   |  |
|                          |   | …                | …                  |  |  |       |  |  |                    |  |  |                   |  |
| Lucia Terzani            |   | …                |                    |  |  |       |  |  |                    |  |  |                   |  |
|                          |   | …                | …                  |  |  |       |  |  |                    |  |  |                   |  |
|                          |   | …                | …                  |  |  |       |  |  |                    |  |  |                   |  |
|                          |   | …                | …                  |  |  |       |  |  |                    |  |  |                   |  |
| Sforza Secondo Sforza    |   | …                |                    |  |  |       |  |  |                    |  |  |                   |  |
|                          | … | …                |                    |  |  |       |  |  |                    |  |  |                   |  |
|                          | … | …                |                    |  |  |       |  |  |                    |  |  |                   |  |
|                          | … | …                |                    |  |  |       |  |  |                    |  |  |                   |  |
| …                        | … |                  |                    |  |  |       |  |  |                    |  |  |                   |  |
|                          |   | …                | …                  |  |  |       |  |  |                    |  |  |                   |  |
|                          |   | …                | …                  |  |  |       |  |  |                    |  |  |                   |  |
|                          |   | …                | …                  |  |  |       |  |  |                    |  |  |                   |  |
| Giovanna d'Acquapendente |   | …                |                    |  |  |       |  |  |                    |  |  |                   |  |
|                          |   | …                | …                  |  |  |       |  |  |                    |  |  |                   |  |
|                          |   | …                | …                  |  |  |       |  |  |                    |  |  |                   |  |
|                          |   | …                | …                  |  |  |       |  |  |                    |  |  |                   |  |
| …                        |   | …                |                    |  |  |       |  |  |                    |  |  |                   |  |
|                          |   | …                | …                  |  |  |       |  |  |                    |  |  |                   |  |
|                          |   | …                | …                  |  |  |       |  |  |                    |  |  |                   |  |
|                          |   | …                | …                  |  |  |       |  |  |                    |  |  |                   |  |
|                          |   | …                |                    |  |  |       |  |  |                    |  |  |                   |  |